# Pontia glauconome
Pontia glauconome är en fjärilsart som beskrevs av Johann Christoph Friedrich Klug 1829. Pontia glauconome ingår i släktet Pontia och familjen vitfjärilar. Inga underarter finns listade i Catalogue of Life.